# 19世紀後半のロシアの革命組織
19世紀後半のロシアの革命組織（じゅうきゅうせいきこうはんのロシアのかくめいそしき）では、19世紀後半のロシア帝国に存在した革命組織について述べる。これらは、列びに官憲との戦いで消長を繰り返した。

## 前史
ロシアの近代化、民主化は遅れた。ロシアには農奴制があった。その実態はひどく、地主は生殺与奪の権利を握り、アメリカの黒人奴隷と優劣を付けられないほどであった。
貴族の子弟はドイツ留学、スイス留学を経て、当地の明媚な風光、農民の活力を見て、自国民の向上を責務と考えるようになった。こうして起こったのが、ニヒリズム運動と、ナロードニキ運動である。貴族の子弟は農村に入り、農民とともに汗を流し、学校を作り、診療所を作った。新旧対決は同時に親子対決でもあったので、時代とともに、民主化は成就するかに見えた。しかし、ロシアの秘密警察は、これを帝政を揺るがせるものと見て、弾圧を加えた。
人道的に、無報酬で建てられた学校や診療所の窓に、監視要員が立った。無神論だ、反体制だとデマを飛ばして、活動家と農民の仲を裂いた。理想に燃える青年たちは、地下活動に走った。どちらが先かというと、弾圧が先で、地下活動があとである。

## ロシアの秘密警察
起源は、ピョートル1世に遡り、反対者を弾圧する為に「秘密局」を設立した。息子アレクセイもペトロパヴロフスク要塞にて、拷問･殺害された。エカテリーナ2世の時代には、夫のピョートル3世を殺害。さらに、プガチョフの乱を鎮圧。啓蒙から反動に転じて、秘密裁判所、拷問部屋を設立した。
ニコライ1世の時には、デカブリストの乱を鎮圧。のちに、皇帝官房第三部を設立。これ以降、ルイレーエフ、シェフチェンコ、ドストエフスキー、バクーニン、チェルヌイシェフスキー、ピーサレフ、カラコーゾフ、ネチャーエフ、レーニンらが、ペトロパヴロフスク要塞に投獄される。
1866年には、被疑者に、1週間も睡眠を与えないという不眠の拷問が行われている。これは、肉体的な拷問が試行錯誤された後での、かなり洗練された拷問である。
クロポトキンは自書で、「ロシアの政治は抑圧的であり、それは、暗く、寒く、豊饒な海から遠いという風土と、猜疑心、復讐心の強いロマノフ家の遺伝的特質に原因がある」と述べている。
言論弾圧、言いがかりのような逮捕、拘禁、拷問、流刑、死刑は日常風景となる。スパイは全階級に放たれている。知識人は、外国でなければ活動ができないと感じる。これらは、開明化されつつある若い貴族階級の反感を買った。
その後アレクサンドル2世は度重なる暗殺事件から、組織を発展させて、ロシア帝国内務省警察部警備局（オフラーナ）とした。

## 留学生のサークル
ロシア貴族の子弟はドイツやスイスに留学した。そこで、ロシア人のサークルを作って、読書会や互助会を組織した。読書をすれば、意見が活発に取り交わされる。留学生といっても、喰うや喰わずの者もいるので、食事に招待したり、就職を斡旋したりする組織も作られる。マスコミが作られる以前の人は、横の組織を作るのは容易であった。そこから、革命や改革の為の組織が作られた。それらの組織は親和的で、同じ人が多くの組織に出入りしていた。

## ロシアのニヒリズム
最大の悪弊は農奴制であった。貴族の父親は横柄で厳しく、息子は召使や農民に人道的に接した。ロシアに輸入された社会思想は、親子対決の形をとった。
体制の側にある宗教、芸術、社交生活さえ否定された。当時、貴族の子弟は軍隊に入り、きらびやかな制服を着て、形だけの行進をしていた。実際に戦うのは、従僕や民兵であった。また娘は、舞踏会に出て、夜を徹して踊っていた。それが一転して、教育を受けて、医師や教師となり、社会に貢献するのが目的となる。この場合の教育は、人類や社会に貢献する為のものであり、担い手は貴族の子弟だから、立身目的ではない。このストイックさは、時に滑稽な面も見せた。
道で人に会って会釈する事も偽善とされ、つねに気難しい顔をする。美や芸術も、農民や労働者からの搾取の上に成り立っていると否定される。愛のない結婚も否定される。貴族の娘は、華美な衣裳を捨てて、黒一色の地味な衣裳をまとい、わざわざ貧しい暮らしをする。さらに、家出が流行する。家を出た青年男女は、手近なサークルに入り、そこでは男女が対等に、禁欲的に共同生活をした。このサークルでは召使を雇う事は許されず、貴族の令嬢も自分の手で床磨きをした。衣類や装飾品は売れず、若い娘は読書で身を飾った。

## ナロードニキ運動
都会の、倦怠なだけの社交生活、体裁だけの家庭生活を捨てて、人民の中へ入ろうという運動。それは貴族子弟にとっては、フロンティアであった。台所や召使の部屋に入って、彼らと対等に話すだけでも、ナロードニキとされた。勉強好きな者は、医師や教師となり、農村へ入って、無料の診療所や学校を作った。活動的な者は、農場や工場を作って、そこで現地の農民と一緒になって汗を流した。娘たちも教師や看護の資格を取ったが、それは自立する為と、貧しい農民に尽くす為である。行った先では、多く、あまりに悲惨な農民の実態に触れる事となった。まったく一介の農夫、樵、鍛冶屋となる者もあった。

## 小史
- 1862年 - ツルゲーネフ、『父と子』の中で、民主派の貴族子弟をニヒリストと名付ける。
- 1863年 - チェルヌイシェフスキー、『何をなすべきか（ロシア語版、英語版）』にて、ナロードニキ運動の理想像を描く。
- 1860年～70年 - ニヒリズムとナロードニキの流行。
  - 一例、数学者ソーニャ・コヴァレフスカヤの姉アニュータ、それまでは舞踏会に憧れる虚栄心の強い娘だったのが、ニヒリズム思想に染まってからは、黒い地味な衣裳に身を包み、近所の子供たちに読み書きを教えるようになる。[3]
- 1866年 - イシューチン、カラコーゾフ、「組織」を組織。ドミトリー・カラコーゾフ、アレクサンドル2世暗殺未遂
  - カラコーゾフの裁判記録。有力貴族の子弟でありながら、仲間と相部屋で暮らし、粗食に耐える毎日、自らの資産は共同農場に出資。この禁欲さが、全ロシアの貴族社会を揺るがした。
  - 刑場まで引っ立てられるカラコーゾフ、ゴム人間のように前後に揺れる異様な姿。兵士らから伝え聞く、不眠の拷問を受けたものと観察される。[1]
- 1869年 - セルゲイ・ネチャーエフ、「人民の裁き」を組織。
- 同年11月21日 - ネチャーエフ、ペトロフスキー農業大学にて、同志イワン・イワノフを殺害。当事の活動家は一様にこれを批判、距離を置く。[2]また、ドストエフスキー『悪霊』のモデルとなる。後年、日本の連合赤軍が獄中で『悪霊』を読んで感動し、ここには自分たちの事が描かれていると言ったと伝えられている。
- 同年 - マルク・ナタンソン、ニコライ・チャイコフスキー、ペテルブルクにて、「チャイコフスキー団」を組織。当初は読書会、書籍配布の為の組織。
- 1871年 - 女流作家アニュータ・コヴァレフスカヤ、パリ・コミューンに参加。篭城、野戦病院、愛人の助命。[3]
- 1872年 - これ以前、エム・ペ・サージン、チューリッヒの女子留学生らと「ロシア文庫」を設立。歴史、社会問題についての書物、ゲルツェンの「鐘」「北極星」のバックナンバー等を所蔵。
- 1872年 - ソフィア・バルディナ、チューリッヒにて「フリッチ」を組織。
- 同年 - 各種サークルの乱立。
- 1873年 - ロシア政府、チューリッヒの女学生に退去命令。スボーチナ姉妹、リジア・フィグネルはパリへ。オリガ・リュバトーヴィチ、カーメンスカヤ、ヴェーラ・フィグネルはベルンへ。
- 同年 - 当局による逮捕、拘束、頻繁になる。
- 1874年 - さらなる弾圧。工場、農場にもスパイが溢れ、農民との接触も難しくなる。
- 1875年 - 「狂った夏」　何百という青年男女が、堂々と地方に殺到し、公然と書籍や宣言を配布。農民に革命を鼓舞する。１５００人の逮捕。これ以降、運動は出口を模索する。[1]
- 1876年 - ナタンソン、「土地と自由」を組織。
- 同年12月 - ナタンソン、スイスに赴き、モスクワの組織を立て直すよう、ヴェーラ・フィグネルを説得。ヴェーラ、モスクワへ、組織の壊滅情況を見て幻滅。
- 1877年 - 医師ポポフ、ヴェーラ・フィグネル、サマラ郡にて慈善医療。農民は全員皮膚病、十年越しのリューマチ、数歩離れても聞こえる胸のラッセル。しかし、当局の検挙と釈放で、組織の移動。[2]
- 1878年 - ミハイロフ、「人民の意志」を組織。
- 同年 - アレクセイ・ボゴリューボフ、フョードル・トレポフ将軍により鞭打ち、発狂。
- 同年 - ヴェーラ・ザスーリチ、フョードル・トレポフ将軍を狙撃、失敗。
- 同年 - ヴェーラ・フィグネル、サラトフにて慈善医療を再開。1ヶ月で800人を診る。しかし、当局の監視要員がつき、分断工作。
- 同年 - 土地と自由、ナロードニキ運動に限界を感じて、地下に潜り、テロ行為を激化。県知事ドミトリー・クロポトキン（思想家ピョートルの従兄弟）、憲兵隊長メゼンツェフ、憲兵士官ゲイキンクらを殺害。
- 不明年4月2日 - ソロヴィヨフ、皇帝を狙撃、失敗。
- 1879年11月19日 - 人民の意志による皇帝列車の爆破。しかし、皇帝は無事。実行犯ステパン・シリャーエフの逮捕。
- 同年11月24日 - 人民の意志による、皇帝暗殺計画が発覚。クヴャトコフスキー、逮捕、死刑。イフゲーニア・フィグネル、逮捕、流刑。
- 1880年2月5日 - 人民の意志による宮殿食堂の爆破。実行犯は宮殿に出入りする指物師ステパン・ハルトゥーリン。しかし、火薬量の不足で皇帝は無事。
  - 社会全体を覆う無気力に比べて、革命家の行動力は驚くべきものに見えた。委員会への期待は高まり、人々は幻惑し、青年は熱狂した。[2]
- 同年末 - 人民の意志、練兵場の近くにチーズ店を出し、そこを隠れ家にして坑道を掘り、上を通る皇帝馬車を爆破する計画を立てる。
- 1881年3月1日 - 捜査の進行から、爆弾の投擲に予定変更、皇帝を殺害する。指導者と合図はソフィア・ペロフスカヤ、投擲実行犯はグリネヴィツキー（イグナツィ・フリニェヴィエツキ）、チーズ店主はボグダノヴィッチとヤキモーヴァ、ほか、ヴェーラ・フィグネル、イサーエフ、アンナ・コルバ、スハノフ、グラチェフスキーらが参加。
- 1886年 - アレクサンドル・ウリヤノフ、アレクサンドル3世を暗殺、未遂。
- 1890年 - ナタンソン、「人民の権利」を組織。

## 組織

### フリッチ
発祥はチューリッヒ、女学生のみ、労働者工作が中心。
ソフィア・バルディナ、アレクサンドロヴァ、オリガ・リュバトーヴィチ、ヴェーラ・リュバトーヴィチ、カーメンスカヤ、スボーチナ姉妹、リジア・フィグネル、

### ナロードニキ
これは結社ではなく、草の根運動。
ヴォイナラリスキー、サブリン、ドミトリー・ロガチェフ、ムイシキン、ヴェーラ・フィグネル、ヴェーラ・ザスーリチ、ゲオルギー・ツェレテリ、ピョートル・クロポトキン、など多数。

### ナロードニキ理論派
ピョートル・ラヴロフ、タクシス、ピョートル・トカチョーフ、スミルノフ、ニコライ・ミハイロフスキー、

### 組織
ドミトリー・カラコーゾフ、イシューチン、

### 人民の裁き
セルゲイ・ネチャーエフ、スミルノフ、ヴェーラ・ザスーリチ、ニコライ・オガリョフ、

### チャイコフスキー団
詳しくはチャイコフスキー団も参照
マルク・ナタンソン、オリガ・ナタンソン、ニコライ・チャイコフスキー、クレメンツ、ニコライ・アレクサンドロヴィチ・モロゾフ、ソフィア・ペロフスカヤ、ジェリャーボフ、コロトケヴィッチ、レフ・ティホミーロフ、フロレンコ、ランガンス、コルニロヴァ三姉妹、ピョートル・クロポトキン、

### 土地と自由
マルク・ナタンソン、オリガ・ナタンソン、オボレーショフ、アドリアン・ミハイロフ、アレクサンドル・ミハイロフ、アレクセイ・ボゴリューボフ、バランニコフ、ゲオルギー・プレハーノフ、ヴェーラ・フィグネル、ヴェーラ・ザスーリチ、マリア・スボーチナ、ユーリー・ボグダノヴィッチ、ピーサレフ、クレメンツ、ニコライ・アレクサンドロヴィチ・モロゾフ、オシンスキー、オシャーニナ、ステファノヴィッチ、ペロフスカヤ、コロトケヴィッチ、レフ・ティホミーロフ、フロレンコ、クレートチニコフ、

### 人民の意志
詳しくは人民の意志も参照
ソフィア・ペロフスカヤ、ニコライ・アレクサンドロヴィチ・モロゾフ、レフ・ティホミーロフ、フロレンコ、ランガンス、オリガ・リュバトーヴィチ、ユーリー・ボグダノヴィッチ、ヴェーラ・フィグネル、オシャーニナ、アレクサンドル・ミハイロフ、バランニコフ、ソロヴィヨフ、ゴーリデンベルク、ミハイル・ポポフ、ステファノヴィッチ、ジェリャーボフ、コロトケヴィッチ、アンナ・コルバ、ハルトゥーリン、キバリチッチ、ヤキモーヴァ、シリャーエフ、サブリン、イサーエフ、トリゴーニ、デガーエフ、スハノフ、クレートチニコフ、ルイサコフ、グリネヴィツキー（イグナツィ・フリニェヴィエツキ）、チモフェイ・ミハイロフ、エメリャーノフ、グラチェフスキー、ニコライ・ロガチェフ、ロバーチン、ワシリー・イワーノフ、パンクラートフ、セルゲイ・イワーノフ、エゴール・サゾーノフ、リュドミーラ・ヴォルケンシュテイン、

### 社会革命党
詳しくは社会革命党も参照
グリゴリー・ゲルシューニ、マリヤ・セリューク、エヴノ・アゼフ、ワシリー・イワーノフ、パンクラートフ、セルゲイ・イワーノフ、マリア・スピリドーノワ、マルク・ナタンソン、ゲオルギー・ガポン、ボリス・サヴィンコフ、エカテリーナ・ブレシコ＝ブレシコフスカヤ、アレクサンドル・ケレンスキー、エゴール・サゾーノフ、

### ロンドン亡命組
プレハーノフ、ヴェーラ・ザスーリチ、パーヴェル・アクセリロード、レーニン、トロツキー、マルトフ、